# Xã Torrey Lake, Quận Brule, Nam Dakota
Xã Torrey Lake (tiếng Anh: Torrey Lake Township) là một xã thuộc quận Brule, tiểu bang Nam Dakota, Hoa Kỳ. Năm 2010, dân số của xã này là 180 người.